# The Big C
The Big C ou Le Grand C au Québec est une série télévisée américaine composée de 36 épisodes de 27 minutes et quatre épisodes d'une heure, créée par Darlene Hunt (en) et diffusée entre le 16 août 2010 et le 20 mai 2013 sur Showtime, et à partir du 1er septembre 2010 sur Super Channel au Canada.
Au Québec, la série est diffusée depuis mai 2011 sur Mlle et rediffusée en clair depuis le 4 juillet 2011 sur le réseau TVA, en France, depuis le 1er décembre 2011 sur Canal+ et depuis le 29 avril 2012 sur Téva; en Côte d'Ivoire, depuis le 22 juillet 2019 sur RTI 1.

## Synopsis
Cette série met en scène Cathy Jamison, une femme menant une vie banale avec un époux immature et un fils adolescent dont l'existence va être chamboulée lorsqu'elle apprend qu'elle souffre d'un cancer au stade 4. Elle bouscule alors ses habitudes et décide de profiter du peu de temps qu'il lui reste à vivre en faisant ce qu'elle s'interdisait auparavant.
La saison 1 reste centrée sur les liens que Cathy entretient avec sa vie et son cancer, dont elle ne parle à personne, des bouleversements familiaux qui en découlent, des amitiés qui naissent ou renaissent pour cette professeure d'histoire. Il y a d'ailleurs une dimension paradoxale dans la situation de Cathy qui enseigne le passé, alors même que son futur devient incertain.
La saison 2 traite le thème des relations familiales, l'acceptation de la maladie, du traitement, la bataille que Cathy mène avec sa famille, son statut de femme « cancéreuse », son emploi et les gens qu'elle a su rassembler malgré elle autour d'elle.
La saison 3 reflète l'énigme de la mort, son omniprésence et les changements que le cancer a inéluctablement provoqué chez Cathy et son entourage.

## Distribution

### Acteurs principaux
- Laura Linney (VF : Danièle Douet) : Catherine « Cathy » Jamison
- Oliver Platt (VF : Jean-Loup Horwitz ; VQ : Marc Bellier) : Paul Jamison
- John Benjamin Hickey (VF : Lionel Tua) : Sean Tolke
- Gabriel Basso (VF : Julien Bouanich) : Adam Jamison
- Gabourey Sidibe (VF : Fily Keita) : Andrea Jackson (récurrente saisons 1 et 2, principale saisons 3 et 4)
- Phyllis Somerville (VF : Annie Balestra) : Marlène (principale saison 1, invitée ensuite)

### Acteurs récurrents
Saison 1
- Reid Scott (VF : Franck Capillery) : Dr Todd Mauer
- Cynthia Nixon (VF : Marie-Frédérique Habert) : Rebecca
- Nadia Dajani (VF : Catherine Le Hénan) : Tina
- Idris Elba (VF : Jean-Paul Pitolin) : Lenny
- Alexandra Socha (en) (VF : Marie Sambourg) : Mia

Saison 2
- Emily Kinney (VF : Maryne Bertieaux) : Emily
- Hugh Dancy (VF : Alexis Victor) : Lee Fallon
- Alan Alda (VF : Jean-Pierre Leroux) : Dr Atticus Sherman
- Boyd Holbrook (VF : Anton Yakovlev) : Mykail
- Parker Posey (VF : Dominique Westberg) : Poppy Kowalski
- Connie Ray (VF : Maïté Monceau) : la principale Connie Schuler

Saison 3
- Susan Sarandon (VF : Béatrice Delfe) : Joy Kleinman
- Lee Tergesen (VF : Thierry Mercier) : Kirby
- Kailie Torres (VF : Aurore Bonjour) : Jesse
- Michael Chernus (VF : Laurent Morteau) : le pasteur Rick
- Tammy Blanchard (VF : Déborah Perret) : Giselle
- Hamish Linklater (VF : Guillaume Lebon) : Dave Cooper
- Mamie Gummer (VF : Marie-Laure Dougnac) : Maxine Cooper
- Brian d'Arcy James (VF : Nicolas Marié) : Tim

Saison 4
- Bianca Amato (en) (VF : Anne Rondeleux) : Susan Rand
- Kathy Najimy (VF : Marion Game) : la thérapeute

- Version française
  - Société de doublage : Dubbing Brothers[6],[7]
  - Direction artistique : Perrette Pradier[7]
  - Adaptation des dialogues : Laurence Crouzet et Edgar Givry[7]

 Source et légende : version française (VF) sur RS Doublage et Doublage Séries Database
 Source et légende : version québécoise (VQ) sur Doublage.qc.ca

## Épisodes

### Première saison (2010)
1. Prise de conscience (Pilot)
2. Le Temps d'un été (Summer Time)
3. Besoin d'un ami ? (There's No C in Team)
4. Du rêve à la réalité (Playing the Cancer Car)
5. Apparences trompeuses (Blue-Eyed Iris)
6. La Course à la baignoire (Taking Lumps)
7. Virée familiale (Two for the Road)
8. Joyeux anniversaire (Happy Birthday, Cancer)
9. L'Amour extasié (The Ecstasy and the Agony)
10. Révélation divine (Divine Intervention)
11. Nouveau départ (New Beginnings)
12. Mon mal vient de plus loin (Everything That Rises)
13. Le Grand Saut (Taking the Plunge)

### Deuxième saison (2011)
Le 20 septembre 2010, la série a été renouvelée pour une deuxième saison de treize épisodes, diffusée à partir du 27 juin 2011.
1. La patiente a des limites (Losing Patients)
2. Les chaises musicales (Musical Chairs)
3. La Guérison par le corps (Sexual Healing)
4. Mauvaises surprises (Boo!)
5. Comme chiens et chats (Cats and Dogs)
6. Quand ça démange (The Little c)
7. Les Âmes sœurs (Goldilocks and the Bears)
8. Thanksgiving (The Last Thanksgiving)
9. Fausses funérailles (A Little Death)
10. Bonjour au revoir (How Do You Feel?)
11. Destination farniente (Fight or Flight)
12. La Nuit la plus longue (The Darkest Day)
13. La Ligne d'arrivée (Crossing the Line)

### Troisième saison (2012)
Le 1er septembre 2011, Showtime a annoncé le renouvellement de la série pour une troisième saison composée de dix épisodes diffusée depuis le 8 avril 2012.
1. Fragile est la glace (Thin Ice)
2. Le Blog (What's Your Story?)
3. L'Hymne à la joie (Bundle of Joy)
4. Nouvelle famille (Family Matters)
5. Cure de jouvence (Face Off)
6. Droit au bonheur (Life Rights)
7. Charité bien ordonnée (How Bazaar)
8. Interruption volontaire de grossesse (Killjoy)
9. Porto Rico (Vaya Con Dios)
10. L'Échappée belle (Fly Away)

### Quatrième saison (2013)
Le 30 juillet 2012, la série a été renouvelée pour une quatrième et dernière saison de quatre épisodes d'une heure, diffusée depuis le 29 avril 2013.
Pour sa diffusion française, Canal+ Séries coupe chaque épisode en deux, ci-dessous les titres français pour chaque partie.
1. Vie de chien / Prendre sa vie en main (Quality of Life)
2. Moral en berne / Don de soi (You Can't Take it with You)
3. Dernière demeure / Voir Venise (Quality of Death)
4. Retrouvailles / Et après ? (The Finale)

## Accueil
L'épisode pilote a réalisé les meilleures audiences depuis huit ans pour la chaîne Showtime.

### Distinctions
- Academy Television Honors
  - En 2011 pour l'épisode Le Grand Saut (Taking the Plunge)
  - En 2014 pour la saison 4 (Hereafter)